# Lātarāk
Dans la mythologie mésopotamienne, Lātarāk est un dieu mineur à tête de lion. Il est souvent assimilé ou associé à Lulal, divinité des climats, également figuré avec une tête de lion. Lātarāk est une entité protectrice, mais plus sous forme de démon que de dieu.
La constellation, Lulal et Latarak, faisait partie des constellations de printemps, à cheval sur l'ancienne et la nouvelle année. On pensait qu'à ce moment de l'année, la terre s'ouvrait pour offrir ses bienfaits, en même temps qu'apparaissaient de nouveaux dangers comme la sortie des morts du monde souterrain. La constellation étaient porteuse des forces protectrices qui exorcisaient les maux et les périls de l'année passée pour permettre un nouveau cycle.